# Велька Мача
Велька Мача (словац. Veľká Mača, угор. Nagymácséd) — село, громада в окрузі Ґаланта, Трнавський край, західна Словаччина. Кадастрова площа громади — 14,81 км². Населення — 2523 осіб (за оцінкою на 31 грудня 2017 року).
Знаходиться за ~8 км на північ — північний захід від адмінцентру округу міста Ґаланта.
Перша згадка в листі від 10 серпня 1326 року під назвою Mached.
У 1938—1945 роках — під окупацією Угорщини.

## Географія
Велька Мача розташована на Дунайській низині. Висота в центрі села 123 м, у кадастрі від 121 до 133 м над рівнем моря.

## Населення
| Рік:            | 1994. | 2004.   | 2014.   | 2024.   |
| --------------- | ----- | ------- | ------- | ------- |
| Кількість осіб: | 2559  | 2614    | 2571    | 2560    |
| Різниця:        |       | +2,14 % | -1,64 % | -0,42 % |

| Рік:            | 2023. | 2024.   |
| --------------- | ----- | ------- |
| Кількість осіб: | 2564  | 2560    |
| Різниця:        |       | -0,15 % |

## Пам'ятки
- Римо-католицький костел св. Іоана Хрестителя 1783 року будівництва
- Статуя в стилі бароко св. Jána Nepomuckého 1732 року, що знаходиться при костьолі.